# Argento nativo
L'argento nativo è uno dei pochi elementi che si trova in natura allo stato libero, sotto forma di argento metallico.

## Abito cristallino
I rari cristalli sono cubici od ottaedrici.
I cristalli hanno un abito simile a quello dell'oro e anche quelli dell'argento sono spesso laminari, speso allungate e filamentose
Massivo, arborescente, dendritico.

## Origine e giaciture
L'argento nativo si trova nelle zone di cementazione associato ad argentite e galena, nelle zone di ossidazione per lo più associato ad ossidi (uraninite), o ad altri giacimenti metalliferi o alla cerussite. L'origine idrotermale è invece più rara.
L'argento nativo si trova in masse accessorie in giacimenti argentiferi, perlopiù di tipo filoniano

### Località di ritrovamento
In Italia è stato trovato nella miniera di Libiola, in Liguria, sotto forma di esili laminette, associato a crisocolla.
- In Europa: Himmelfürst presso Freiberg[1][2], Schneeberg in Sassonia, Andreasberg nell'Harz, Wittichen e Wolfach nella Foresta Nera (Germania)[1]; Erzgebirge in Boemia[1][2], St. Joachimstal presso Jáchymov (Repubblica Ceca); Banská Štiavnica presso Schemnitz (Slovacchia); Sainte Marie aux Mines nei Vosgi in Alsazia, Allemont nell'Isère (Francia)[1]; nelle miniere di Konsberg (Norvegia): nelle miniere del Sarrabus in Sardegna[2].
- In America: Sonora[1] e in altre miniere[2] (Messico); Castrovirreyna, Dept, Huancavelica (Perù); distretto di Cobalt e nell'Ontario (Canada); Aspen in Colorado, Silver City Idaho, Montana, Arizona, penisola di Keweenaw sul Lago Superiore nel Michigan (Stati Uniti)[1]; Copiapò, Chanarcillo[1] e in altre miniere[2] (Cile); Potosi (Bolivia)[1].
- In Asia: Zmneygorsk nella Russia asiatica[1].

## Forma in cui si presenta in natura
L'argento nativo si trova di solito in lamine, fili o caratteristiche ciocche arricciate o ancora come efflorescenza. I cristalli sono rari, spesso deformati o scheletrici. La lucentezza metallica è tipica ma si appanna leggermente dal giallastro fino al nero.
L'argento nativo si trova in cristalli di forma cubica o ottaedrica, sono invece comuni i gruppi filamentosi o arborescenti.

## Caratteristiche chimico-fisiche
- Punto di fusione: 960 °C[1]
- È uno dei migliori conduttori di calore e di elettricità[1]
- Ê solubile in acido nitrico[1][2], la soluzione così ottenuta, trattata con HCl dà precipitato caseoso di cloruro che imbrunisce alla luce[2]
- Ha un alto potere riflettente[1]
- Duttile[2]
- Malleabile[2][4]
- Al cannello è facilmente fusibile[2]
- Densità di elettroni: 9,15 gm/cc[3]
- Indice di fermioni: 0[3]
- Indice di bosoni: 1[3]
- Fotoelettricità: 261,51 barn/elettroni[3]

## Pulizia e conservazione
L'argento nativo è sensibile all'aria ricca di acido solfidrico e si riveste di una patina di solfuro. Si consiglia di ripulire i campioni di minerali ricoperti da tale patina con un bagno rapido in acido nitrico e spruzzandoli una volta asciugati con una lacca trasparente. Se il campione viene acquistato già pulito è consigliabile ricoprire l'argento nativo di vernice o lacca trasparente per evitare che tale patina scura si riformi e che così il campione perde di valore estetico.

## Varietà
L'amalgama è una varietà di argento nativo contenente mercurio.
L'arquerite, la kongsbergite  e la bordosite sono varietà di argento nativo contenenti mercurio.